# Мерк, Иоганн Генрих
Иоганн Генрих Мерк (нем. Johann Heinrich Merck; 11 апреля 1741, Дармштадт — 27 июня 1791, Дармштадт) — немецкий писатель, редактор, естествоиспытатель, друг Иоганна Вольфганга фон Гёте.

## Биография

### Детство, юность, семья и происхождение
Иоганн Генрих Мерк родился 11 апреля 1741 года в семье фармацевта. За три недели до рождения Иоганна Генриха Мерка умер его отец Иоганн Франц Мерк (1687—1741), фармацевт из дармштадтской семьи Мерк. Матерью Мерка была Элизабет Катарина Мерк (урождённая Кейзер; 1706—1786). У Мерка были старшие сводные братья и сёстры от первого брака его отца, в том числе фармацевт Иоганн Юстус Мерк (1727—1758) и Анна Катарина (1731—1798), которая была замужем за консулом Конрадом Фридрихом Гессе (1724—1787), который был сыном капельмейстера, композитора и гамбиста Эрнста Кристиана Гессе (1676—1762) и братом композитора и скрипача Людвига Кристиана Гессе (1716—1772) и государственного служащего Андреаса Петера фон Гессе (1728—1803), впоследствии ставшего зятем философа Иоганна Готфрида Гердера. Среди его дядь и тёть были Катарина Магдалена Мерк (1680—1698), вышедшая замуж за инспектора Иоганна Иоахима Людвига Венка (1665—1728), Анна Катарина Мерк (1682—1713), которая была второй женой Эрнста Кристиана Гессе и Анна Регина Мерк (1684—1735), вышедшая замуж за Филиппа Маннера (род. 1681). У Иоганна Генриха Мерка также был племянник Иоганн Антон Мерк (1756—1805), который впоследствии стал фармацевтом и был сыном его старшего сводного брата Иоганна Юстуса. Иоганн Генрих Мерк происходил из дворянской семьи промышленников, купцов и банкиров.  Дедом Иоганна Генриха Мерка был фармацевт Георг Фридрих Мерк (1647—1715). Среди предков Мерка были фармацевт Георг Мерк (1611—1683) и трактирщик и владелец гостиницы "У чёрного медведя" Иоганн Мерк (1573—1642). Братом его прадеда был Фридрих Якоб Мерк (1621—1678), который был основателем компании Merck KGaA.
У Иоганна Генриха Мерка были двоюродные братья и сёстры по отцовской линии, они были детьми его тёти Анны Катарины от брака с Эрнстом Кристианом Гессе:
- Анна Элизабет Гессе (1707—1766) — в 1726 году вышла замуж за Георга Фридриха Антона Шнайдера (1697—1736).
- Мария Гедвига Гессе (1712—1780) — в 1736 году вышла замуж за Генриха Бернхарда Юнга.

Двоюродные братья и сёстры Иоганна Генриха Мерка были старшими сводными братьями и сёстрами композитора и скрипача Людвига Кристиана Гессе, консула Конрада Фридриха Гессе, который был женат на старшей сводной сестре Иоганна Генриха Мерка, Анне Катарине и государственного служащего Андреаса Петера фон Гессе, впоследствии ставшего зятем Иоганна Готфрида Гердера.
Мерк учился в гимназии Людвига Георга в Дармштадте с 1752 года и 17 октября 1757 года стал студентом теологии в Гиссенском университете. Летом 1759 года он перешел в Эрлангенский университет без какой-либо цели обучения. Там он присоединился к Немецкому обществу, где письменные упражнения его членов обсуждались между собой.
Иоганн Генрих Мерк покинул Эрланген в 1762 году, не получив ученой степени, и начал учебу в Высшей школе изобразительных искусств, где изучал теоретические и исторические взгляды Кристиана Людвига фон Хагедорна на искусство. Он вернулся в Дармштадт в 1764 году и вместе с Генрихом Вильгельмом фон Бибра в качестве его придворного мастера отправился в Швейцарию, где в Морже познакомился с Луизой Франсуазой Шарбонье (1743—1810), дочерью выдающегося юриста.
Во время последующего пребывания на юге Франции Мерк узнал о беременности молодой женщины; он вернулся в Морж и женился на ней 3 июня 1766 года. Затем он поселился в Дармштадте, где был назначен секретарем Тайной канцелярии 30 марта 1767 года, военным казначеем в 1768 году и военным советником в 1774 году. Служебные командировки привели его, среди прочего, в Кассель в 1767 году и в Санкт-Петербург в 1773 году.
В 1771 году Мерк основал издательство недорогих переизданий западноевропейской литературы на языке оригинала, а позже и современных немецких произведений.
Дом Мерка был центром Дармштадтского кружка чувствительных, в который входили, в частности, Мария Каролина Флаксланд, Луиза фон Циглер, Генриетта Александрина фон Руссильон и Франц Михаэль Лейхзенринг, и к которому весной 1772 года присоединился Иоганн Вольфганг фон Гёте.
После смерти Великой ландграфини Генриетты Каролины в 1774 году Мерк тщетно пытался устроиться на новую работу, в том числе в Касселе, Берлине и Веймаре. Другие планы, например, стать свободным предпринимателем, также не увенчались успехом. Он заключал различные денежные сделки с ландграфом Георгом Карлом Гессен-Дармштадтским, что привело к остановке его хлопчатобумажной фабрики, основанной весной 1787 года и летом 1788 года. 27 июня 1791 года, с признаками депрессии, вызванной тяжелыми физическими страданиями, Иоганн Генрих Мерк покончил жизнь самоубийством в Дармштадте.

### Естествоиспытатель
С начала 1780-х годов компания Merck с научной точки зрения занималась в основном минералогией, остеологией и палеозоологией. Его первый палеонтологический трактат – Книга М. де Круза об ископаемых слонах и носорогах, найденных в Гессен-Дармштадте (письмо г-ну де Крузу относительно окаменелостей слонов и носорогов, обнаруженных в Гессен-Дармштадте) появился в 1782 году. Питер Кампер, Самуэль Томас фон Зоммерринг, Иоганн Фридрих Блюменбах, Гораций-Бенедикт де Соссюр и многие другие высоко оценили работы Мерка в области палеонтология.

### Друг Гёте
Мерк был наиболее тесно связан с Гёте в биографическом плане и своим творчеством. Рисунок последнего в двенадцатой книге Поэзия и правда остается самым важным источником о характере друга детства, хотя он непропорционально сильно подчеркивает более резкие черты характера Мерк.
„Рожденный с умом и духом, он приобрел очень хорошие знания, особенно в новейшей литературе, и искал все времена и области в мировой и человеческой истории. Ему было дано меткое и резкое суждение. Его ценили как смелого, решительного бизнесмена и законченного калькулятора. Он с легкостью появлялся повсюду, как очень приятный партнер для тех, кого он не пугал своими резкими движениями. (...) В его характере было удивительное несоответствие: от природы храбрый, благородный, надежный человек, он ожесточился против всего мира и до такой степени позволил этой болезненной для сверчка черте овладеть собой, что почувствовал непреодолимую склонность быть преднамеренно подлецом, даже подлецом. Рассудительный, спокойный, добрый в одно мгновение, он мог в другое, как улитка, высовывающая свои рога, подумать о том, чтобы сделать что-нибудь, что причинило бы боль, ранило бы другого, даже причинило бы ему вред. (...) То, что он (...) применял отрицательное и разрушительное отношение ко всем своим работам, было неприятно ему самому, и он часто высказывал это вслух (...). (...) однажды, когда он начал терять свои способности и был вне себя от того, что не мог достаточно гениально удовлетворить притязания на проявляющий талант, он вскоре оставил изобразительное искусство, а вскоре и поэзию, и занялся промышленными коммерческими предприятиями, которые должны были приносить деньги, доставляя ему удовольствие “.
– Иоганн Вольфганг фон Гёте:

В другом месте Гёте отметил плодотворное и созидательное в характере Мерка.
„Хорошее удушье от присутствия Мерк, она ничего не отложила для меня, только сняла несколько засохших шелух и закрепила меня в старом добром. Через память о прошлом и его способ представления, мои действия показаны мне в чудесном зеркале. Поскольку он единственный человек, который полностью понимает, что я делаю и как я делаю, и все же снова видит это иначе, чем я, из другого места, это придает красоте уверенности “.
– Иоганн Вольфганг фон Гёте:
Переписка с Гете с 1776 года дала важную информацию о поэте до его итальянского путешествия и особенно в отношении развития последнего как натуралиста, поскольку Мерк был наравне с другом в области естествознания.

### Семья
3 июня 1766 года Мерк женился на Луизе Франсуазе Шарбонье. У пары было пятеро сыновей, трое из которых умерли молодыми, и одна дочь:
- Карл Рудольф Мерк (1768—1835), асессор военного министерства
- Адельхайд Мерк (1771—1845), вышла замуж за своего двоюродного брата, фармацевта Иоганна Антона Мерка (1756—1805), родители основателя компании Fa. Merck Эммануэля Мерка[нем.] (1794—1855).
- Вильгельм Мерк (1782—1820), обер-советник лесного хозяйства, художник-пейзажист.

## Братья и сёстры
У Иоганна Генриха было шестеро старших сводных братьев и сестёр от первого брака его отца с Элизабет Катариной Мерк (урождённой Мюнх; 1689—1737):
- Элизабет Барбара Мерк (1722—1759) — в 1741 году вышла замуж за Фридриха Даниэля Мюллера (род. 1716)
- Анна Элизабет Мерк (1726—1751) — в 1741 году вышла замуж за Иоганна Филиппа Виссмана
- Иоганн Юстус Мерк (1727—1758) — фармацевт, был женат на Анне Софии Адольфине Дерн (1736—1758), дочери Георга Андреаса Дерна (1692—1743) и его жены  Анны Марии Сидонии Мерк (урождённой Ланг), имел одного сына.
- Анна Мария Мерк (1729—1759) — в 1745 году вышла замуж за правительственного советника Вильгельма Кристиана Гофмана (1720—1786)
- Анна Катарина Мерк (1731—1798) — в 1749 году вышла замуж за консула Конрада Фридриха Гессе (1724—1787), родного брата композитора и музыканта Людвига Кристиана Гессе (1716—1772) и государственного служащего Андреаса Петера фон Гессе (1728—1803), и сына композитора и гамбиста Эрнста Кристиана Гессе (1676—1762)
- Франц Кристиан Мерк (1732—1804)

## Скидка
Мерк оставил после себя значительную коллекцию силуэтов эпохи Гете, которая является одной из важных коллекций такого рода для периода Вертера. Ее отредактировал Лео Грюнштейн в 1908 году. Создание и коллекционирование теневых трещин было большой модой того времени, не в последнюю очередь подпитываемой теорией физиогномики Иоганна Каспара Лаватера. Лаватер и Мерк вели интенсивную переписку по этому поводу. Гете послал Мерку свое послание с песней физиогномического рисовальщика по этому поводу 5 декабря 1774 года.

## Премия,наградаимедальИоганна-Генриха Мерка
- Немецкая академия языка и поэзии присуждает премию Иоганна Генриха Мерка за литературную критику и эссе один раз в год в честь Мерка – по ее словам, автора „образцовых обзоров и эссе“.
- Город Дармштадт присуждает награду Иоганна Генриха Мерка выдающимся деятелям искусства, науки и бизнеса.
- Общество Гете-Дармштадт с 1973 года нерегулярно вручает медаль Иоганна Генриха Мерка.